# Kriegerdenkmal Zorbau
Das Kriegerdenkmal Zorbau ist ein denkmalgeschütztes Kriegerdenkmal im Ortsteil Zorbau der Stadt Lützen in Sachsen-Anhalt. Im örtlichen Denkmalverzeichnis ist die Kriegerdenkmal unter der Erfassungsnummer 094 66179 als Baudenkmal verzeichnet.
Das Kriegerdenkmal von Zorbau befindet sich auf einer Grünfläche an der Kreuzung Weißenfelser Straße – Am Teich, gegenüber der Gaststätte zur Friedenseiche. Das Kriegerdenkmal besteht aus einer Stele für die Gefallenen der Koalitionskriege und einer Mauer für die Gefallenen des Ersten Weltkriegs und des Zweiten Weltkriegs. Das ganze wird durch einen Zaun eingefasst.
Die Stele steht auf einem hohen Stufensockel. Gekrönt wird die Stele von einem Eisernen Kreuz. Auf dem Sockel befindet sich ein Adler mit sich öffnenden Flügeln über zwei sich kreuzenden Kanonen. Der Sockel und die Stele bestehen aus Sandstein. Auf dem Sockels befindet sich die Inschrift:
Von unsern Kriegern sei geweiht

Diess Denkmal für die spätre Zeit.

Gott hat uns Fried’ und Heil gebracht

Dem Vaterlande Ehr’ und Macht.

Drum Dank dem Herrn:

Sein treues Walten Woll’

An der Mauer hinter der Stele sind die Gedenktafeln für die 10 Gefallenen des Ersten Weltkriegs und die 42 Gefallenen des Zweiten Weltkriegs angebracht.

## Quelle
- Kriegerdenkmal Zorbau, abgerufen am 14. September 2017.